# Hymenocallis sonorensis
Hymenocallis sonorensis är en amaryllisväxtart som beskrevs av Paul Carpenter Standley. Hymenocallis sonorensis ingår i släktet Hymenocallis och familjen amaryllisväxter. Inga underarter finns listade i Catalogue of Life.